# Comédie des humeurs

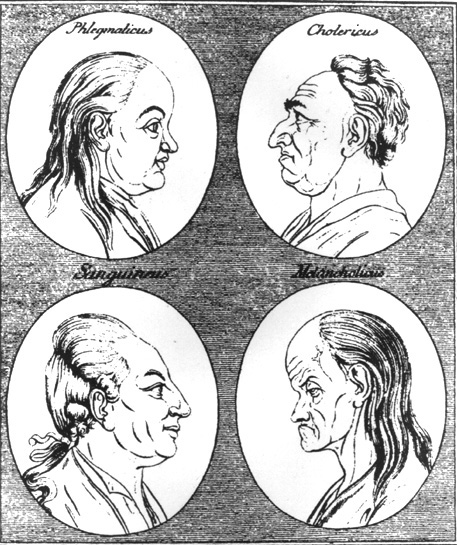
Les quatre humeurs ou quatre tempéraments, dans le sens des aiguilles d'une montre à partir d'en haut à droite : le colérique, le mélancolique, le sanguin, le flegmatique

La comédie des humeurs est un genre dramatique dérivé de la comédie qui a pour personnage principal un sujet entièrement dominé par un trait de caractère. Le procédé existait déjà chez Aristophane, mais ce sont les auteurs dramatiques anglais Benjamin Jonson et George Chapman qui en systématisent la formule à la fin du XVIe siècle.
En Angleterre, à l'époque de la Restauration, la conjonction de la comédie des humeurs, de la comédie spirituelle (« wit comedy »), qui avait été pratiquée en particulier par John Fletcher, Francis Beaumont et par Robert Greene, et la comédie de mœurs, dont le représentant principal à l'époque était Molière, donnent naissance à la comédie de la Restauration anglaise, qui s'épanouit pendant une cinquantaine d'années, entre les règnes de Charles II et d'Anne 1re.

## Histoire
La pièce de Ben Jonson, Every Man in His Humour (créée en 1598), popularisa le thème au théâtre.  Tous les faits et dires de Kitely lui sont dictés par sa conviction que sa femme le trompe. George Downright, un hobereau de province, se croit obligé d'être « franc » quoi qu'il en coûte. Le provincial naïf débarqué en ville ne fait rien qui ne lui soit inspiré par son désir d'être pris pour un citadin à la mode.
Dans l'introduction de la pièce suivante, Every Man out of His Humour (1599), Jonson élucide le procédé : 

« Un trait particulier
Domine un homme au point qu'il oriente
Tous ses affects, son humeur et ses facultés
pour les canaliser tous dans le même sens »

La comédie des humeurs, bourgeoise, urbaine, est bien l'héritière des comédies médiévales mais elle témoigne aussi d'un effort pour imiter les modèles antiques de Plaute et de Térence et de concurrencer la vogue des comédies romantiques où excellait William Shakespeare. La veine satirique et le réalisme de la comédie des humeurs donne lieu à des portraits psychologiques plus fouillés dans L'Alchimiste (The Alchemist). Chaque humeur était associée à un tempérament, mais leur mélange pouvait donner lieu à d'infinies variations.

## Source
- (en) Cet article est partiellement ou en totalité issu de l’article de Wikipédia en anglais intitulé « Comedy of humours » (voir la liste des auteurs).